# Microrégion d'Ubá
 (février 2025).
Si vous disposez d'ouvrages ou d'articles de référence ou si vous connaissez des sites web de qualité traitant du thème abordé ici, merci de compléter l'article en donnant les références utiles à sa vérifiabilité et en les liant à la section « Notes et références ».
La microrégion d'Ubá est l'une des sept microrégions qui subdivisent la zone de la Mata, dans l'État du Minas Gerais au Brésil.
Elle comporte 17 municipalités qui regroupaient 264 265 habitants en 2006 pour une superficie totale de 3 594 km2.

## Municipalités[1]
- Astolfo Dutra
- Divinésia
- Dores do Turvo
- Guarani
- Guidoval
- Guiricema
- Mercês
- Piraúba
- Rio Pomba
- Rodeiro
- São Geraldo
- Senador Firmino
- Silveirânia
- Tabuleiro
- Tocantins
- Ubá
- Visconde do Rio Branco